# 3440 Stampfer
3440 Stampfer (1950 DD) là một tiểu hành tinh vành đai chính được phát hiện ngày 17 tháng 2 năm 1950 bởi K. Reinmuth ở Heidelberg.